# 1560 en santé et médecine
| Années de la santé et de la médecine : 1557 - 1558 - 1559 - 1560 - 1561 - 1562 - 1563    |
| Décennies de la santé et de la médecine : 1530 - 1540 - 1550 - 1560 - 1570 - 1580 - 1590 |

Cet article présente les faits marquants de l'année 1560 en santé et médecine.

## Événements
- 5 décembre : le roi de France François II meurt d'un abcès au cerveau, « conséquence d'une otite moyenne chronique[1] ».
- Pierre Franco est le premier à pratiquer une lithotomie (traitement chirurgical des calculs de vessie) par voie haute (dite sus-pubienne ou incision hypogastrique) à Lausanne sur un enfant de deux ans[2].

## Naissances
- 15 janvier : Gaspard Bauhin (mort en 1624), botaniste et médecin suisse qui a développé un premier et important système de  classification des plantes[3].
- 25 juin : Wilhelm Fabricius Hildanus (mort en 1634), chirurgien allemand[4].
- Oswald Croll (mort en 1609), médecin et alchimiste allemand[5].
- Nicolas Abraham de La Framboisière (mort en 1636), médecin et conseiller du roi, médecin en chef des armées, professeur et doyen de la faculté de médecine de Reims[6],[7]
- Vers 1560 : Johann Grasshoff (mort en 1623), alchimiste et juriste poméranien, conseiller médical d'Ernest de Bavière[8],[9].

## Décès
- André de Laguna (né en 1499), médecin espagnol, au service du pape Jules III puis de Charles Quint et de Philippe II[10].
- Gian Giacomo Adria (né vers 1485), médecin, historien et humaniste italien[11].
- Thomas Phaer (en) (né vers 1510), avocat, pédiatre et écrivain anglais, auteur en 1544 d'une traduction de la version française du Regimen sanitatis Salerni[12], à laquelle il joint un  « Livre des enfants » (A Boke of Chyldren), « premier traité de pédiatrie rédigé en anglais[13] ».
- Johann Dryander (de) (né vers 1500), auteur en 1537 des Anatomiae[14], l'un des premiers manuels d'anatomie illustrés, paru avant même les Tabulae anatomicae (1538) de Vésale[15].